# Lac d'Antre
Le lac d’Antre est un lac français situé dans le département du Jura à 800 m d'altitude. C’est un site sonore remarquable.

## Géographie

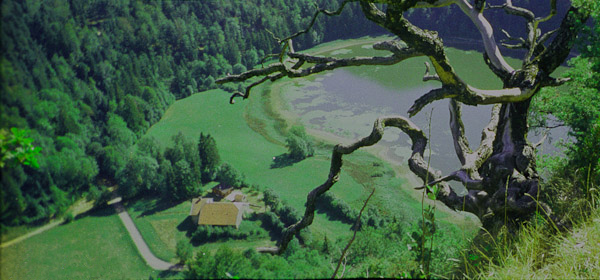
Lac d'Antre vu de la Roche d'Antre.

Le lac d'Antre est situé au fond d’un cirque rocheux presque fermé. Il est dominé de plus de 160 m par la Roche d'Antre. Le lac domine la vallée de l'Héria et le village de Villards-d'Héria situés au nord-ouest de plus de 150 m. Il est situé sur le territoire de la commune de Villards-d'Héria.

## Occupation
Le lieu fut occupé à partir du Ier siècle de notre ère et fut abandonné au IIIe siècle. Un temple dédié à Mars fut bâti sur les bords du lac. Quelques fragments d'un calendrier gaulois en ont été retirés, de la même facture que le célèbre calendrier de Coligny, beaucoup plus complet.

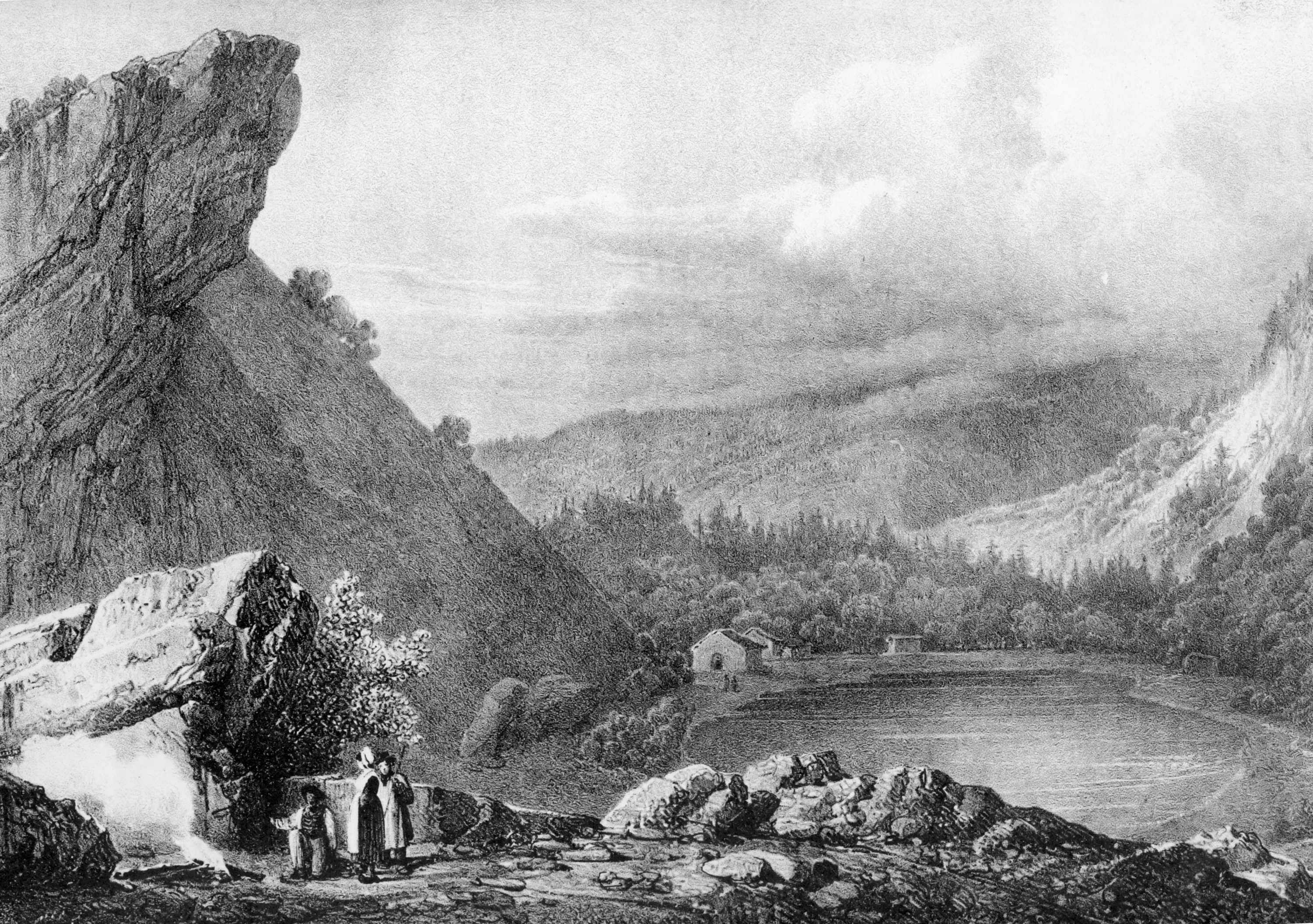
Vue romantique du lac d’Antre en 1825.

La particularité hydrogéologie du site est sans doute la raison de l’implantation de ce sanctuaire : les eaux du trop plein du lac resurgissent, après un parcours de douze heures, au pont des Arches à Villards-d’Heria.
Les anciens avaient remarqué la correspondance entre l’écoulement des eaux du lac et la source de l’Héria. On peut imaginer que le débit était réglé en amont par un système de vannes, pour que les variations de la résurgence impressionnent les pèlerins.
À la fin du XIXe siècle, les artisans installés le long du ruisseau mirent à profit ce phénomène naturel : en ouvrant les vannes le soir, l’eau s’acheminait durant la nuit et permettait de faire fonctionner le matin les ouvrages hydrauliques ; les vannes étaient refermées alors jusqu’au soir.